# Oklahoma City Energy
Der Oklahoma City Energy FC, kurz Oklahoma City Energy oder einfach nur OKC Energy, ist ein US-amerikanisches Fußball-Franchise der USL Championship in Oklahoma City, Oklahoma. Seit der Saison 2022 nimmt das Team nicht am Spielbetrieb teil. Die Rückkehr ist zur Saison 2027 geplant.

## Geschichte

### Gründung
Am 2. Juli 2013 erhielt das Unternehmen Prodigal LLC, welches von dem Geschäftsmann Bob Funk, Jr. geführt wird, die Rechte an einem Franchise in der USL Pro. Hiermit konnte man sich gegen den Mitbewerber Sold Out Strategies, eine Investorengruppe um Brad Lund, durchsetzen. Lund hatte kurz zuvor die Rechte an dem USL PDL Franchise Oklahoma City FC gekauft und wollte zudem noch eine Mannschaft in der USL Pro stellen. Zu diesem kam es jedoch nicht und somit stellt das Unternehmen Sold Out Strategies ein Franchise in der NASL.
Am 20. Dezember 2013 wurde mit Sporting Kansas City ein Partner aus der Major League Soccer gefunden. Als erster Trainer konnte der Däne Jimmy Nielsen verpflichtet werden. Nielsen war bis Ende 2013 noch als Torwart für Sporting Kansas City aktiv.

### Erste Saison
Das erste Spiel von Oklahoma City Energy fand am 8. März 2014 gegen die Auswahlmannschaft der University of Nebraska Omaha statt. Oklahoma siegte hier mit 1:0. Das erste Pflichtspiel in der USL Pro war am 5. April 2014 gegen den Orange County Blues FC. Auch hier konnte sich die Mannschaft um Trainer Jimmy Nielsen mit 2:0 durchsetzen. Nach einer Niederlage gegen LA Galaxy II und einem Sieg gegen Arizona United, folgte eine Niederlagen Serie von 6 Spielen. Insgesamt erreichte die Mannschaft am Ende der Regular Season 9 Siege, musste aber auch 5 Unentschieden und 14 Niederlagen einstecken. Am Ende reichte es nur für den 10. Platz und somit nicht für eine Play-off-Qualifikation. Im U.S. Open Cup besiegte Energy die NPSL-Mannschaft Tulsa Athletics mit 2:0 und erreichte somit die dritte Runde. Dort unterlag man allerdings Arizona United. Erster Torschütze in der Geschichte von Oklahoma City Energy war Kyle Greig.

## Stadion
- Taft Stadium; Oklahoma City, OK (2015-)
- Pribil Stadium; Oklahoma City, OK (2014 )

Oklahoma City Energy plant den Bau eines eigenen Fußballstadions. Es soll vorerst 7.000 Zuschauer fassen und auf 20.000 erweitert werden. In der Saison 2014 wurden die Heimspiele im Pribil Stadium, welches auf dem Gelände der Bishop McGuinness Catholic High School liegt, ausgetragen. 2015 wechselte man in das Taft Stadium. Dieses Stadion fasst 7.500 Zuschauer und wird verwaltet vom öffentlichen Schulbezirk von Oklahoma City.